# Браудерские источники
Браудерские источники, расположенные в 1 миле на юго-восток от здания суда, сыграли значительную роль в истории Далласа: в качестве источника артезианской воды и в качестве повода для строительства Техасской и Тихоокеанской железной дороги.
Артезианский источник был назван так в честь Люси Джейн Браун и её сыновей Эдварда и Ишэма, владевшими источником до 1850 года. Браудерские источники снабжали свежей водой жителей округа, а их живописные окрестности Милл-Гик часто привлекали местных жителей на пикники; позже здесь раскинулся первый общественный городской парк. В 1871 году частная водоснабжающая компания купила источники и два прилегающих к ним 1 акра земли для расширения насосного хозяйства, возведённого неподалеку за два года до этого. Плохая работа водоканала стала причиной напряжённых отношений между компанией и городом, которому пришлось выкупить всё хозяйство, включая землю, оборудование, насосы и т. д. за 65 тыс. долларов.
Первая городская водоснабжающая станция была закрыта в 1886 году из-за того, что потребности в воде превышали возможности источников. Для жителей пробурили колодец, из которого они стали брать воду. Станция была открыта снова во время засухи 1909/10 и 1937 годов и затем уже закрыта навсегда. Источники иссякли, когда в 1930 году в Милл-Гик проложили канализационный трубопровод, а затем на этом месте была построена скоростная автострада Р. Л. Торнтона.
В 1871 году обсуждался законопроект о строительстве Техасской и Тихоокеанской железной дороги, которая должна была быть проложена в 1 миле от города Маршалл вдоль 32-й параллели и пересекать Хьюстонскую и Техасскую железную дорогу около Корсианы. Но представитель Далласа Джон У. Лейн сумел включить в законопроект поправку о том, что железная дорога должна пересекать Хьюстонскую и Техасскую железную дорогу в пределах мили от Браудерских источников. Закон был уже принят, когда выяснилось, что Браудерские источники находились в миле от здания суда Далласа. Правительство Далласа смогло договориться с возмущёнными железнодорожниками, выпустив специальные облигации в пользу железной дороги и собрав деньги на прокладку железнодорожных путей через город. Таким образом, Даллас стал первым железнодорожным узлом в штате и транспортным центром северной части центрального Техаса.